# Ignác Török
Ignác Török (Nemescsói Török Ignác en hongrois) (1795-1849) est un général hongrois exécuté pour sa participation à la révolution hongroise de 1848. Il est l'un des 13 martyrs d'Arad.